# أولمبياد الشطرنج ال22
أولمبياد الشطرنج 1976  هي منافسة عالمية نظمها الاتحاد الدولي للشطرنج من26 أكتوبر إلى 10 نوفمبر 1976 بمدينة حيفا الفلسطينية من طرف إسرائيل ما دعا الدول العربية وبعض دول أمريكا اللاتينية إلى تنظيم أولمبياد الشطرنج 1976 الذي صنف كأولمبياد غير رسمي .